# Schlins
Schlins là một đô thị thuộc huyện Feldkirch, Vorarlberg, Áo. Đô thị Schlins có diện tích 6,05 km², dân số thời điểm năm 2006 là 2235 người.